# Rocznik henrykowski
Rocznik henrykowski – polski średniowieczny rocznik.
Rocznik henrykowski należy do rodziny roczników tworzonych na Śląsku w środowisku cystersów. Rękopisy rocznika pochodzą z XIV wieku, zaś zapiski na jego okładkach z XV wieku. Rocznik ma początek (do 1025) zasadniczo zgodny z Rocznikiem kamienieckim. Następnie występuje w nim przerwa do roku 1238 (z wyjątkiem daty 1039). Wpisy z datami 1238–1317 dotyczą wyłącznie Śląska. Zapiski dotyczące lat 1315–1326 były prawdopodobnie tworzone na bieżąco.